# براكاج (برنامج تلفزيوني)
براكاج هو برنامج تونسي من فئة الكاميرا الخفية يبث في قناة نسمة في رمضان 2013.

## فكرة البرنامج
يقوم البرنامج على فكرة اعتقال وحدات أمنية تدّعي أنها تتبع الأمن التونسي وإيقافها لسيارة الشخصية المشهورة لتجد في سيارته كمية من المخدرات وضعها صديق الشخصية المشهورة في السيارة. ثم تُقتاد الشخصية المشهورة لغابة وهي معصوبة العينين ويقع تقريعها وتخويفها هناك.